# Isadelphus pusillus
Isadelphus pusillus är en stekelart som beskrevs av Hellen 1967. Isadelphus pusillus ingår i släktet Isadelphus och familjen brokparasitsteklar. Inga underarter finns listade i Catalogue of Life.